# Henri Lansbury
Henri George Landsbury (Enfield, 12 ottobre 1990) è un ex calciatore inglese, di ruolo centrocampista.

## Caratteristiche tecniche
È un centrocampista centrale che può essere schierato anche a destra.

## Carriera

### Club
È nelle file dell'Arsenal dal 1999.
Nell'estate del 2009 viene ceduto in prestito al Watford. Richiamato dai Gunners viene nuovamente ceduto in prestito per la stagione 2010-2011 al Norwich City militante in Championship contribuendo con 23 presenze e 4 reti alla promozione dei canarini in Premier League. Passa nuovamente per la stagione 2011-2012 all'Arsenal con la quale debutta da subentrante nella sfida casalinga contro il Liverpool, persa dai londinesi 0-2. 

### West Ham
Il 31 agosto 2011, ultimo giorno utile per il calciomercato passa dall'Arsenal al West Ham con la formula del prestito secco. Debutta con gli Hammers il 10 settembre 2011 nella sfida casalinga contro il Portsmouth vinta 4-3 in cui Landsbury firmò la seconda rete.

### Nottingham Forest
Il 29 agosto 2012, passa a titolo definitivo al Nottingham Forest.

### Nazionale
Ha giocato nelle nazionali giovanili inglesi Under-16, Under-17, Under-19 ed Under-21; con quest'ultima ha partecipato agli Europei di categoria sia nel 2011 che nel 2013.

## Statistiche

### Presenze e reti nei club
Statistiche aggiornate al 8 maggio 2023.
| Stagione                 | Squadra                  | Campionato               | Campionato | Campionato | Coppe nazionali | Coppe nazionali | Coppe nazionali | Coppe continentali | Coppe continentali | Coppe continentali | Altre coppe | Altre coppe | Altre coppe | Totale | Totale |
| Stagione                 | Squadra                  | Comp                     | Pres       | Reti       | Comp            | Pres            | Reti            | Comp               | Pres               | Reti               | Comp        | Pres        | Reti        | Pres   | Reti   |
| ------------------------ | ------------------------ | ------------------------ | ---------- | ---------- | --------------- | --------------- | --------------- | ------------------ | ------------------ | ------------------ | ----------- | ----------- | ----------- | ------ | ------ |
| 2007-2008                | Arsenal                  | PL                       | 0          | 0          | FACup+CdL       | 0+1             | 0               | -                  | -                  | -                  | -           | -           | -           | 1      | 0      |
| 2008-gen. 2009           | Arsenal                  | PL                       | 0          | 0          | FACup+CdL       | 0+3             | 0               | UCL                | -                  | -                  | -           | -           | -           | 3      | 0      |
| feb.-giu. 2009           | Scunthorpe United        | FL1                      | 16         | 4          | FACup+CdL       | 0               | 0               | -                  | -                  | -                  | FLT         | 2           | 0           | 18     | 4      |
| ago. 2009                | Arsenal                  | PL                       | 1          | 0          | FACup+CdL       | -               | -               | UCL                | -                  | -                  | -           | -           | -           | 1      | 0      |
| 2009-2010                | Watford                  | FLC                      | 37         | 5          | FACup+CdL       | 1+1             | 0               | -                  | -                  | -                  | -           | -           | -           | 39     | 5      |
| ago.-nov. 2010           | Arsenal                  | PL                       | 0          | 0          | FACup+CdL       | 0+1             | 1               | UCL                | 0                  | 0                  | -           | -           | -           | 1      | 1      |
| nov. 2010-2011           | Norwich City             | FCL                      | 23         | 4          | FACup+CdL       | 0               | 0               | -                  | -                  | -                  | -           | -           | -           | 23     | 4      |
| ago. 2011                | Arsenal                  | PL                       | 2          | 0          | FACup+CdL       | -               | -               | UCL                | -                  | -                  | -           | -           | -           | 2      | 0      |
| Totale Arsenal           | Totale Arsenal           | Totale Arsenal           | 3          | 0          |                 | 5               | 1               |                    | 0                  | 0                  |             | -           | -           | 8      | 1      |
| 2011-2012                | West Ham                 | FLC                      | 22+1       | 1+0        | FACup+CdL       | 1+0             | 0               | -                  | -                  | -                  | -           | -           | -           | 24     | 1      |
| 2012-2013                | Nottingham Forest        | FLC                      | 32         | 5          | FACup+CdL       | 0               | 0               | -                  | -                  | -                  | -           | -           | -           | 32     | 5      |
| 2013-2014                | Nottingham Forest        | FLC                      | 29         | 7          | FACup+CdL       | 1+0             | 0               | -                  | -                  | -                  | -           | -           | -           | 30     | 7      |
| 2014-2015                | Nottingham Forest        | FLC                      | 39         | 10         | FACup+CdL       | 0+1             | 1               | -                  | -                  | -                  | -           | -           | -           | 40     | 11     |
| 2015-2016                | Nottingham Forest        | FLC                      | 28         | 4          | FACup+CdL       | 1+0             | 0               | -                  | -                  | -                  | -           | -           | -           | 29     | 4      |
| 2016-gen. 2017           | Nottingham Forest        | FLC                      | 17         | 6          | FACup+CdL       | 0+2             | 0               | -                  | -                  | -                  | -           | -           | -           | 19     | 6      |
| Totale Nottingham Forest | Totale Nottingham Forest | Totale Nottingham Forest | 145        | 32         |                 | 5               | 1               |                    | -                  | -                  |             | -           | -           | 150    | 33     |
| gen.-giu. 2017           | Aston Villa              | FLC                      | 18         | 0          | FACup+CdL       | 0               | 0               | -                  | -                  | -                  | -           | -           | -           | 18     | 0      |
| 2017-2018                | Aston Villa              | FLC                      | 10         | 2          | FACup+CdL       | 1+1             | 0               | -                  | -                  | -                  | -           | -           | -           | 12     | 2      |
| 2018-2019                | Aston Villa              | FLC                      | 3          | 0          | FACup+CdL       | 1+1             | 0               | -                  | -                  | -                  | -           | -           | -           | 5      | 0      |
| 2019-2020                | Aston Villa              | PL                       | 10         | 0          | FACup+CdL       | 1+4             | 0               | -                  | -                  | -                  | -           | -           | -           | 15     | 0      |
| 2020-gen. 2021           | Aston Villa              | PL                       | 0          | 0          | FACup+CdL       | 0+3             | 0               | -                  | -                  | -                  | -           | -           | -           | 3      | 0      |
| Totale Aston Villa       | Totale Aston Villa       | Totale Aston Villa       | 31         | 2          |                 | 12              | 0               |                    | -                  | -                  |             | -           | -           | 43     | 2      |
| gen.-giu. 2021           | Bristol City             | FLC                      | 16         | 0          | -               | -               | -               | -                  | -                  | -                  | -           | -           | -           | 16     | 0      |
| 2021-2022                | Luton Town               | FLC                      | 34+1       | 0          | FACup+CdL       | 1+1             | 0               | -                  | -                  | -                  | -           | -           | -           | 37     | 0      |
| 2022-2023                | Luton Town               | FLC                      | 10         | 1          | FACup+CdL       | 0+1             | 0               | -                  | -                  | -                  | -           | -           | -           | 11     | 1      |
| Totale Luton Town        | Totale Luton Town        | Totale Luton Town        | 44+1       | 1+0        |                 | 3               | 0               |                    | -                  | -                  |             | -           | -           | 48     | 1      |
| Totale carriera          | Totale carriera          | Totale carriera          | 347        | 49         |                 | 28              | 2               |                    | 0                  | 0                  |             | 2           | 0           | 377    | 51     |

## Palmarès

### Club

#### Competizioni giovanili
- FA Youth Cup: 1

Arsenal: 2008-2009